# Harcerskie Ochotnicze Pogotowie Ratunkowe ZHR
Harcerskie Ochotnicze Pogotowie Ratunkowe ZHR, HOPR – to wyodrębniona i wyspecjalizowana stała służba, zajmującą się medycyną ratunkową, wchodzącą w skład Związku Harcerstwa Rzeczypospolitej. Obecnie jest to program, którego zadaniem jest zwiększanie bezpieczeństwa.
Harcerskie Ochotnicze Pogotowie Ratunkowe ZHR zostało rozwiązane rozkazem L. 6/2012 z dnia 15 czerwca 2012 r. Przewodniczącej Związku Harcerstwa Rzeczypospolitej, realizując uchwałę nr 254/7 Naczelnictwa ZHR z dnia 27 marca, która równocześnie powołała program Harcerskie Ochotnicze Pogotowie Ratunkowe. W 2015 roku poczyniono działania mające na celu reaktywowanie tej jednostki ratowniczej.
HOPR stale działa jako służba w okręgach Małopolskim, Wielkopolskim, Podkarpackim, Mazowieckim, Dolnośląskim, Górnośląskim, Pomorskim oraz Warmińsko-Mazurskim.
HOPR zrzeszała w patrolach i drużynach ratowniczych (jednostkach ratowniczych) osoby posiadające kwalifikacje ratowników przedmedycznych lub kwalifikacje osób uprawnionych do podejmowania medycznych działań ratowniczych, a także osoby zdobywające te kwalifikacje.

## Godło i odznaka HOPR
Godłem HOPR był błękitny krzyż na białym polu z wpisaną w ramiona krzyża lilijką ZHR. Odznaką HOPR był okrągły metalowy znaczek z godłem HOPR w białym okrągłym polu otoczonym napisem HARCERSKIE OCHOTNICZE POGOTOWIE RATUNKOWE * ZHR *

## Cele
- Cel wychowawczy

Nadrzędnym celem działania HOPR było wzbogacenie i zintensyfikowanie harcerskiego oddziaływania wychowawczego. Chodziło o ukształtowanie aktywnej obywatelskiej postawy wypływającej z ideału Służby Bogu, Polsce i Bliźnim oraz nacechowanej troską o dobro wspólne i dobro współobywateli.
- Cel praktyczny

Jak wszystkie elementy programu harcerskiego, zadania HOPR były mocno osadzone we współczesnych realiach państwa polskiego i wynikały z bieżących potrzeb społecznych. Dlatego realizacja celu wychowawczego przekładała się na konkretne zadania, wynikające z nakazu służby społecznej, które miały przynieść realne pożytki społeczne – w tym przypadku, w dziedzinie bezpieczeństwa publicznego.

## Szkolenia

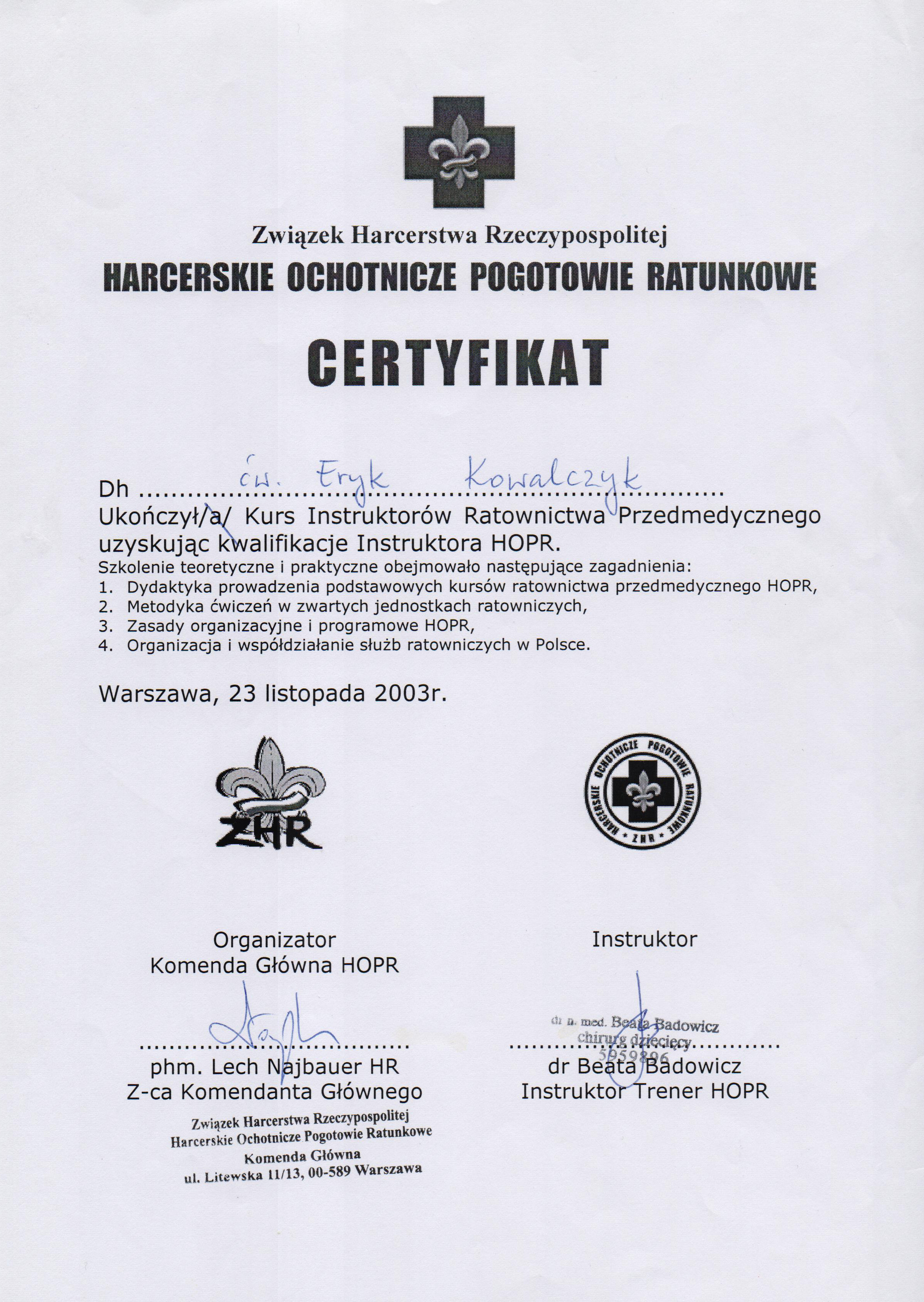
Certyfikat instruktora HOPR

1. Podstawowy kurs ratownictwa HOPR – dla harcerek i harcerzy, ratownictwo przedmedyczne, wykład wspomagany przeźroczami, duża liczba ćwiczeń z fantomem, kursy prowadzili instruktorzy HOPR, kursy organizowane były w Okręgach HOPR, w ramach kursu wewnętrzny egzamin na stopień Młodszego Ratownika HOPR
2. Kurs instruktorski HOPR – dla pełnoletnich instruktorów i wędrowników ZHR, ratownictwo przedmedyczne, metodyka prowadzenia podstawowych kursów ratownictwa HOPR, metodyka prowadzenia zespołowych ćwiczeń Pogotowia, normy prawne związane z ratownictwem i sytuacjami kryzysowymi regulaminy, instrukcje, sposoby działania HOPR, kursy prowadzili instruktorzy trenerzy HOPR (lekarze-specjalisci), kursy organizowała Komenda Główna HOPR, w ramach kursu wew. egzamin na stopień instruktora HOPR
3. Kurs trenerski HOPR – tylko dla osób wykonujących zawód lekarza, metodyka prowadzenia kursów instruktorskich HOPR, kursy prowadziła Komenda Główna HOPR

## Gotowość

### Wewnętrzny system alarmowy
Instrukcja alarmowa HOPR przewidywała obowiązek posiadania przez każdego ratownika telefonu komórkowego, który musiał być zarejestrowany w sieci alarmowej.

### Umowa HOPR z KSR
HOPR miał być włączony do tworzącego się państwowego systemu ratownictwa i wykonywać wynikające z tego zadania zlecone oraz zadania powierzone na wypadek klęsk żywiołowych lub innych stanów zagrożenia bezpieczeństwa publicznego.

### Udział HOPR w lokalnych zespołach reagowania kryzysowego
Przedstawiciele odpowiednich szczebli HOPR mieli reprezentować Pogotowie w lokalnych centrach antykryzysowych:
- Komenda Główna – w Rządowym Zespole Koordynacji Kryzysowej
- Komendy Okręgów – w Wojewódzkich Zespołach Reagowania Kryzysowego
- Dowódcy Drużyn i Patroli – w powiatowych i gminnych zespołach reagowania

## Wyposażenie ratowników i patroli
Każdy ratownik HOPR miał obowiązek posiadania i uzupełniania apteczki indywidualnej oraz kamizelki odblaskowej oznaczonej znakami HOPR. Każdy patrol HOPR miał być wyposażony w sprzęt przewidziany instrukcją pozwalający bezzwłocznie przystąpić do akcji ratowniczej (deska, kołnierz, szyny, maski)

## Służba
- podejmowanie indywidualnych akcji ratowniczych
- akcje ratownicze w przypadku klęsk i katastrof
- akcje poszukiwawcze
- służba medyczna podczas masowych zgromadzeń
- wolontariat w pogotowiu ratunkowym
- służba do wewnątrz ZHR

## Struktura Pogotowia
Szczeble organizacyjne:
- Patrole ratownicze
  - podstawowy, szczebel organizacyjny Pogotowia
  - tworzony przy jednostkach ZHR (drużyna, hufiec)
  - grupował od 4-6 ratowników
  - posiadał własne regulaminowe wyposażenie
  - dowódcą patrolu ratowniczego mógł zostać harcerz/harcerka posiadający/a co najmniej stopień wyszkolenia młodszego ratownika HOPR
  - dowódcę patrolu mianował komendant okręgu lub komendant główny

- Drużyny ratownicze
  - pomocniczy, nieobowiązkowy szczebel organizacyjny Pogotowia
  - tworzony przy jednostkach ZHR (szczep, hufiec, chorągiew)
  - mógł grupować od 3 do 10 patroli ratowniczych, np. drużyna wędrownicza ZHR o specjalności ratowniczej
  - kilka patroli na terenie oddalonym od komendy okręgu połączonych w celu lepszej współpracy
  - dowódcą drużyny ratowniczej mógł zostać wyłącznie instruktorka lub instruktor ZHR posiadający jednocześnie co najmniej stopień wyszkolenia ratownika HOPR
  - dowódcę drużyny mianował komendant okręgu lub komendant główny

- Okręgi HOPR
  - terytorialny szczebel organizacyjny o zasięgu jednego lub (przejściowo) więcej województw
  - komendantem okręgu HOPR mógł zostać wyłącznie instruktor lub instruktorka ZHR posiadający jednocześnie co najmniej stopień
  - wyszkolenia instruktora HOPR
  - komendanta okręgu mianował komendant główny

- Komenda Główna
  - centralny, naczelny szczebel organizacyjny Pogotowia
  - komendantem głównym HOPR mógł zostać wyłącznie instruktor lub instruktorka ZHR posiadający jednocześnie co najmniej stopień wyszkolenia instruktora HOPR
  - komendanta głównego mianowało Naczelnictwo ZHR

### Stopnie wyszkolenia
Sanitariusz
oznaczenie – odznaka HOPR, kamizelka z symbolem HOPR
- wymagania:
  - ukończone 15 lat (poniżej 18 roku życia wymagana pisemna zgoda rodziców na przystąpienie do HOPR)
  - przynależący lub współdziałający z ZHR
  - udział w kursie podstawowym i zakwalifikowanie po nim do HOPR

Ratownik HOPR
oznaczenie – odznaka HOPR z niebieską, okrągłą podkładką, kamizelka z symbolem HOPR
- wymagania:
  - ukończone 16 lub 17 lat
  - przynależący lub współdziałający z ZHR
  - po pozytywnym zaliczeniu egzaminu na stopień ratownika HOPR
  - minimum rok przynależności do HOPR
  - udział w minimum dwóch akcjach (obstawy, akcje samodzielne, manewry) zgłoszonych do bazy danych HOPR

Ratownik KPP
oznaczenie – odznaka HOPR z zieloną, okrągłą podkładką, kamizelka z symbolem HOPR i napisem ratownik
- wymagania:
  - ukończone 18 lat
  - przynależy lub współdziała z ZHR
  - pozytywnie zaliczony państwowy egzamin na stopień ratownika KPP
  - minimum rok przynależy do HOPR
  - udział w minimum dwóch akcjach (obstawy, akcje samodzielne, manewry) zgłoszonych do bazy danych HOPR

Instruktor HOPR
oznaczenie – odznaka HOPR z czerwoną, okrągłą podkładką, kamizelka z symbolem HOPR i napisem ratownik
- wymagania:
  - ukończone 18 lat
  - przynależy lub współdziała z ZHR
  - pozytywnie zaliczony egzamin na stopień instruktora HOPR
  - minimum dwa lata przynależy do HOPR (nie dotyczy instruktorów kontraktowych)
  - udział w minimum czterech akcjach (obstawy, akcje samodzielne, manewry) zgłoszonych do bazy danych HOPR
  - zdobyty stopień ratownika HOPR
  - zalecany zdobyty stopień ratownika KSRG
  - w ciągu roku od przyznania stopnia przeprowadzone minimum 4 szkolenia podstawowe i 2 szkolenia dla osób zdobywających stopień Ratownika HOPR

Instruktor trener HOPR (również kontraktowy)
oznaczenie – odznaka HOPR z czerwoną, okrągłą podkładką kamizelka z symbolem HOPR i napisem instruktor lub ratownik bądź (zgodnie z posiadanym tytułem zawodowym), lekarz, pielęgniarka, ratownik medyczny
- wymagania:
  - ukończone 20 lat
  - uzyskane uprawnienia zawodowe: lekarza, pielęgniarki, ratownika medycznego
  - przynależność lub współdziałanie z ZHR
  - uzyskanie pozytywną opinię komendanta głównego HOPR o przydatności do pracy z młodzieżą (tylko instruktor kontraktowy)
  - podpisanie kontraktu o pracy społecznej z komendantem głównym HOPR dla ZHR (tylko instruktor kontraktowy)